# Aguilafuente
Aguilafuente er en by og kommune i det centrale Spanien i provinsen Segovia. Den har et indbyggertal på 564 (2024) indbyggere.